# 刘敏斋
刘敏斋（1875年—1944年）清末民国民族资本家，上海造纸工业巨头。曾任上海纸业公会会长。

## 生平
生于浙江宁波府。少赴上海谋生，在洋行、纸厂充当学徒。后自立门户，成为当时中国造纸业闻名的实业家，兼经营进出口贸易。
民国24年（1935年）5月，国民政府修改海关进出口条例，对进口洋纸征收高税，一定程度上抑制了外国纸商的暴利倾销，给民族造纸工业创造了一次良机。刘敏斋发起弟刘荇荪（又作刘杏荪），族人刘显棠，同乡毛纯卿、张郎斋，联合创办了大中华造纸厂和美锦蜡光纸厂。著名的大中华造纸厂股份有限公司初投资50万银元，厂址位于上海吴淞蕰藻浜，并雇用德国工程师，是当时中国最大的民族造纸企业。因业绩和在业界声望，刘敏斋被推选为上海纸业公会会长。
刘敏斋与徐大统，詹沛霖同为上海滩大造纸商，垄断了当时华东的造纸业。刘与徐为好友，徐曾发起成立上海纸业银行，刘亦有参与其中。
抗日战争期间，上海沦陷后1940年，刘敏斋之弟刘荇荪在刘家被日本宪兵无理拘捕，被控暗中勾结抗日游击队，并被敲诈50万元巨款。幸得徐大统向工部局法租界提议，法租界巡查长薛耕莘助力，由法租界巡捕房总监法籍人法伯尔向日本宪兵驻上海总部严正交涉，日本宪兵木下少将下令释放刘荇荪。刘荇荪释放后，刘敏斋宴请徐大统、薛耕莘、纸业同仁答谢。抗日战争期间，刘氏企业艰难经营，抗战胜利前一年，刘敏斋在上海逝世。
公私合营后，大中华造纸厂更名作上海新华造纸厂。

## 趣闻
刘敏斋在晚年与海派艺术大师赵叔孺结成亲家，成为一时笑谈。1937年，刘丧妻，要续弦并为贤内助，寻觅一番，没有理想人选。刘当时已为上海纸业巨头，家境殷实，遂提出苛刻条件有三：一，要是大家闺秀；二，要是处女；三，要是年龄愈四十者方可，条件之离奇，引起笑谈。恰巧赵叔孺先生的次女，年大未嫁，是个处女，赵又为海上大家，世代书香，符合条件。刘敏斋遂欣然迎娶赵先生次女，成就一段姻缘。而刘敏斋与赵叔孺年龄相仿，更是奇上又奇。而刘、赵又是宁波同乡，亲上加亲。
刘虽为工商巨子，后因岳父赵叔孺影响，却也爱好风雅，曾大力赞助包括赵在内的海派艺术家活动，如曾参与发起组织戈湘岚画展。
1944年，刘敏斋过世。亲家公赵叔孺赴刘家探望自己女儿（即刘夫人）。赵见到自己女儿很高兴，当晚晚餐不顾年迈，大吃四块四喜肉，导致消化不良。归家即生病，转为肺炎，三日之后，1944年3月17日，赵叔孺即病逝。刘家先后主人刘敏斋、岳父赵叔孺二老辞世，悲上加辈。

## 遗迹
- 刘敏斋寓所，今位于上海长乐路926号。

## 相关人物
- 徐大统
- 赵叔孺